# Let it go!
「Let it go!」（レット・イット・ゴー）は、日本の男性ボーカル・アカペラ・グループ、チン☆パラのメジャー1枚目のシングルである。

## 概要
メジャーデビューとなったシングル。
2013年、チン☆パラの元メンバーを中心に結成されたSMELLMANがアルバム『スーパーサンダーファイヤーパワーアカペラ』でセルフカバーしている。

## 収録曲
1. Let it go![2:54]
  - 作詞：中島大吾・菊川陽介／作曲：チン☆パラ・安部恭弘／編曲：菊川陽介・安部恭弘
2. Spiral Days[3:34]
  - 作詞：橋口耕太／作曲：橋口耕太・林芳典・安部恭弘／編曲：菊川陽介・安部恭弘
3. BLACKJACK[3:24]
  - 作詞：Tom Griffin／編曲：菊川陽介

アメリカのアカペラグループ、ボーイズ・ナイト・アウトのカバー。